# Cumuleen

Structuurformule van propadieen (bovenaan) en butatrieen (midden en onderaan), waarbij de gecumuleerde dubbele bindingen in het blauw zijn aangeduid. De bindingen tussen C_{1} en C_{2} en die tussen C_{3} en C_{4} zijn ook geconjugeerd.

Een cumuleen is een organische verbinding met twee of meer cumulatieve dubbele bindingen. Dit in tegenstelling tot geconjugeerde systemen, waarbij een afwisseling van dubbele en enkelvoudige koolstof-koolstofbindingen voorkomt. Een voorbeeld van een cumuleen is 1,2-butadieen. Net als alcoholen en ethers wordt de stamverbinding, propadieen, eenvoudigweg ook cumuleen genoemd. Soms wordt het geval van slechts twee, direct aan elkaar liggende, dubbele bindingen apart benoemd als alleen.
In tegenstelling tot alkanen en veel andere organische verbindingen, zijn cumulenen star, wat ze heel geschikt maakt voor moleculaire nanotechnologie en toepassingen in de supramoleculaire chemie. Polyynen en allenen zijn de enige andere moleculen met starre koolstofketens. De allenen vormen in feite een subklasse van de cumulenen.
Op Aarde komen cumulenen bijna niet voor vanwege hun meestal intrinsieke instabiliteit. In gebieden in de ruimte waar weinig waterstof voorkomt zijn ze vrij algemeen voorkomend.

## Structuur en eigenschappen

### Ruimtelijke structuur
De stijfheid van een cumuleen kan verklaard worden door de hybridisatietoestand van het koolstofatoom waar de twee dubbele bindingen op samenkomen. Met een sp-hybridisatie ontstaan twee bindingsrichtingen die in elkaars verlengde liggen, een aan elke zijde van het koolstofatoom, resulterend in een bindingshoek van 180°. Alhoewel een draaiing rond deze binding wel mogelijk is, resulteert dat niet in een draaiing die buiten de molecule effect heeft (visueel verandert er voor een buitenstaander niets).

### Reactiviteit
De reacties van cumulenen zijn identiek aan die van geïsoleerde dubbele bindingen. Hoewel de twee π-bindingen dicht bij elkaar zitten kunnen ze geen interactie met elkaar aangaan. De oorzaak hiervan ligt in het feit dat de twee p-orbitalen van het centrale koolstofatoom niet gehybridiseerd zijn en dus loodrecht op elkaar staan. Daardoor liggen de orbitalen, en dus de bindingen waar ze deel van uitmaken, eigenlijk in het verlengde van elkaars knoopvlak. De dubbele bindingen staan dus elektronisch gezien niet in contact met elkaar en reageren als geïsoleerde dubbele bindingen.